# Fritz Koref
Fritz Koref (* 12. Dezember 1884 in Hanau; † 6. August 1969 in Aarau) war ein Physikochemiker.

## Leben
Seine Eltern waren der Rabbiner Markus Koref (* 1833 in Prag; † 1900) und seine Frau Recha, einer seiner Brüder der Rechtsanwalt Leo Koref (* 1876 in Rawitsch). Die Familie hat sich am 25. März 1884 in der Hanauer Dienstwohnung in der Judengasse 56 angemeldet.
Fritz Koref war Assistent bei Walther Nernst. Zu seinen Kollegen zählten Niels Bjerrum und Frederick Alexander Lindemann. Er unternahm viele Messungen zur Bestätigung der spezifischen Wärmegesetze von Nernst und Lindemann. Er erhielt einen Preis der Elsa-Neumann-Stiftung. 1922 züchtete er größere Wolfram-Einkristalle. 1930 heiratete er die Malerin Gertrud Stemmler, geb. Musculus, und zog nach Berlin, wo er 1932–1938 Leiter des Drahtwerkes von Osram war. Mit Richard Jacoby entdeckte er Bedingungen, unter denen der gezogene Wolframdraht beim Rekristallisieren ein verhältnismäßig kleinkristallines Gefüge erhält, das trotzdem auch bei hohen Temperaturen formbeständig ist. Etwa gleichzeitig mit Frederick S. Goucher zeigten er und Jacoby, dass es möglich ist, aus gezogenen Drähten Einkristalle herzustellen.
1938–1940 arbeitete er bei Fabriques Réunis de Lampes Éléctriques in Paris. Hier wurde er mehrmals interniert, zuletzt mit seiner Frau über ein Jahr im Camp de Gurs. Danach lebten sie in Lyon und konnten Anfang Januar 1943 in die Schweiz entkommen. Er wurde Wissenschaftlicher Mitarbeiter der Wolframwerke Max Gloor und Beratender Ingenieur der Glühlampenfabrik Gloria AG, Aarau. Mit Marcel Villat entwickelte Fritz Koref ein Verfahren zur Innenmattierung von Glühlampen.

## Veröffentlichungen
- Über das Gleichgewicht bei der Schwefelkohlenstoffbildung; 1910
- mit H. Braune: Die Bildungswärme von Bleijodid und Bleichlorid; 1912
- Messungen der spezifischen Wärme bei tiefen Temperaturen mit dem Kupferkaloriemeter
- Über die Eigenfrequenzen von Elementen in Verbindungen
- Herstellung von Metallen aus der Dampfphase
- mit H. Fischvoigt: Versuche über das Weiterwachsen von Metallkristallen durch Abscheiden aus der Gasphase; 1922
- mit H. Wolff: Zur Frage der Rekristallisationswärme; 1922
- mit H. Alterthum: Heterogene Gleichgewichte zwischen Wolfram und Sauerstoff sowie Wasserdampf bei hohen Temperaturen; 1925
- mit H. Alterthum: Über die Bestimmungen des Dampfdrucks von Kohlenstoff; 1925
- Über Kristall Vergütung Beobachtungen über die Entfestigung verfestigter Wolframkristalle; 1930, In: Technisch-wissenschaftliche Abhandlungen aus dem Osram-Konzern. Erster Band.
- Über den Einfluß der Kristallstruktur auf die Formbeständigkeit von Wolfram-Leuchtkörpern; dito
- mit R. Gross und U. K. Moers: Über die beim Anätzen krummflächiger und hohler Metallkristalle auftretenden Körperformen; dito
- mit Hubert Plaut: Über die Lebensdauer der luftleeren und gasgefüllten Wendellampen und die Ursachen ihres Durchbrennens
- Über die Lichtausbeute der gasgefüllten Wolframdoppelwendellampe; 1951
- Bericht über Dr. jur. Leo Koref, Hanau, erstattet von seinem Bruder Dr. Fritz Koref, Aarau (Schweiz), 2.3.1962
- Beleuchtung in Kirche und Schule; 1962